# Marcinkowice (stacja kolejowa)
Marcinkowice – stacja kolejowa położona na obrzeżach miasta Nowy Sącz, we wsi Marcinkowice – stacja opuszczona, do 2003 roku można było jeździć tam pociągami do Chabówki, ale od tego roku nie jeżdżą tam żadne pociągi pasażerskie. Sieć trakcyjna kończy się w Marcinkowicach przez co pociągi jadące dalej w stronę Chabówki muszą być ciągnięte trakcją spalinową.
| Marcinkowice                               |  |                                        |
| Linia 104 Chabówka – Nowy Sącz (67,394 km) |  |                                        |
| Klęczany KSSodległość: 2,935 km            |  | Nowy Sącz Chełmiec odległość: 5,587 km |